# 瘋台灣大挑戰第二季
《瘋台灣大挑戰第二季》是旅遊生活頻道製作，由《瘋台灣》主持人謝怡芬(Janet Hsieh)主持的真人實境秀節目《瘋台灣大挑戰》的第二季。本季有12位來自世界各地的參賽者來到台灣，為角逐最終大獎──十大台灣景點的雙人行程及一萬美元的購物金進行14集的環台體驗競賽。
新一季的《瘋台灣大挑戰》將會從台灣時間2012年12月30號開始，每周日晚間八點在旅遊生活頻道播出。

## 本季參賽者
本季共有12位參賽者參與賽事。
| 參賽者姓名                  | 年齡 | 家鄉           | 現職                       |
| --------------------------- | ---- | -------------- | -------------------------- |
| Raquel Redfield (Raquel)    | 32   | 美國加州       | 退休業餘模特兒             |
| Michael Lin (Mike)          | 24   | 美國麻薩諸塞州 | 哈佛醫學院學生             |
| Scotty Leorna (Scotty)      | 19   | 美國華盛頓州   | 機械技師                   |
| JAEHEE KIM (Jae)            | 28   | 南韓京畿道     | 跆拳道教練/足球裁判/救生員 |
| Jessica Laine (Jessica)     | 33   | 美國加州       | 前財務管理人員             |
| Camiel Welling (Camiel)     | 29   | 荷蘭北荷蘭省   | 醫師                       |
| Betty Ai (Betty)            | 28   | 美國加州       | 瑜珈老師                   |
| Bayuseta Jati (Jati)        | 26   | 印尼巴里島     | 幼稚園老師                 |
| Ana Paula Souza (Ana)       | 24   | 巴西巴拉那州   | 行銷人員                   |
| Daniel Mwasi (Daniel)       | 25   | 南非開普敦     | 工程學碩士生               |
| Danilo Enriquez Jr. (Danny) | 26   | 菲律賓馬尼拉   | 資訊安全分析師             |
| Marianne Soelayman (Anne)   | 30   | 印尼東爪哇省   | 家庭烘培師                 |

## 本季賽程
與前一季瘋台灣大挑戰不同的是，本季並無以「福爾摩沙牌」決定最後勝負的設定；同時，本季的比賽方式也底定為兩組的對抗賽，再由落敗組進入淘汰賽。

### 賽事全覽
| 參賽者     | 參賽者  | 分段比賽成績 | 分段比賽成績 | 分段比賽成績 | 分段比賽成績 | 分段比賽成績 | 分段比賽成績 | 分段比賽成績 | 分段比賽成績 | 分段比賽成績 | 分段比賽成績 | 分段比賽成績 | 分段比賽成績 | 分段比賽成績 | 最終順位12 | 勝-敗 |
| 參賽者     | 參賽者  | 1            | 2            | 32           | 45           | 52           | 62           | 7            | 82           | 9            | 10           | 1110         | 1210         | 1310         | 最終順位12 | 勝-敗 |
| ---------- | ------- | ------------ | ------------ | ------------ | ------------ | ------------ | ------------ | ------------ | ------------ | ------------ | ------------ | ------------ | ------------ | ------------ | ---------- | ----- |
| 美国       | Raquel  | Win          | Win3         | Win          | Immu.        | Skip         | Immu.        | Skip         | 2nd          | Win          | Lose         | 4 pt11       | 4 pt         | 5 pt         | 1st        | 8-3   |
| 美国       | Mike    | Lose         | 4th          | 3rd          | 7th          | Win          | 2nd          | Win          | 1st          | Win          | Win          | 4 pt         | 9 pt         | 3 pt         | 2nd        | 5-8   |
| 美国       | Scotty  | Win1         | Win          | Win          | 4th          | Win          | Win          | Lose         | Win          | Lose         | Win          | 4 pt         | 6 pt         | 5 pt         | 3rd        | 8-5   |
| 巴西       | Ana     | Lose         | Win          | 1st4         | 4th          | Win          | 1st          | Lose8        | Immu.        | Skip         | Out          |              |              |              | 4th        | 3-6   |
| 大韩民国   | Jae     | Lose1        | Win          | Win          | 4th          | Win6         | Win7         | Win          | Win9         | Out          |              |              |              |              | 5th        | 6-3   |
| 美国       | Betty   | Win          | 3rd          | Win4         | 5th          | 1st          | Win          | Win8         | 3rd9         |              |              |              |              |              | 6th        | 4-4   |
| 印度尼西亚 | Jati    | Immu.        | Skip         | 2nd          | 6th          | 3rd          | 3rd          | Out          |              |              |              |              |              |              | 7th        | 1-5   |
| 菲律宾     | Danny   | Lose         | 2nd          | 4th          | 9th          | 2nd6         | 4th7         |              |              |              |              |              |              |              | 8th        | 0-6   |
| 美国       | Jessica | Win          | 1st3         | Win          | 8th          | 4th          |              |              |              |              |              |              |              |              | 9th        | 2-3   |
| 南非       | Daniel  | Lose         | Win          | 5th          |              |              |              |              |              |              |              |              |              |              | 10th       | 1-2   |
| 荷兰       | Camiel  | Win          | 5th          |              |              |              |              |              |              |              |              |              |              |              | 11th       | 1-1   |
| 印度尼西亚 | Anne    | Out          |              |              |              |              |              |              |              |              |              |              |              |              | 12th       | 0-1   |

- 紅: 該參賽者已被淘汰。
- Immu.：該參賽者贏得豁免，下集將不參與比賽(因參賽者人數奇數無法分隊)，亦不會被淘汰。
- 底線藍：該參賽者在該集過程中被換組。
- Skip: 該參賽者上集贏得豁免，未參與比賽。

- ^  注解1：在象棋挑戰賽結束後，Janet告知勝出的黑隊必須投票選出一位自己的隊員加入落敗的紅隊，並選出一位紅隊隊員加入黑隊；投票結果Jae以4:2結果被選出加入紅隊，而Scotty則被選出加入黑隊。
- ^  注解2：本集淘汰賽有競速性質，故落敗者以淘汰賽完成名次表示。
- ^  注解3：在稻穀畫圖挑戰賽前，Janet告知上個挑戰勝出的藍隊必須投票選出一位自己的隊員加入落敗的黃隊，並選出一位黃隊隊員加入藍隊；投票結果Jessica以3:2結果被選出加入黃隊，而Raquel則被選出加入藍隊。
- ^  注解4：在客家戲曲挑戰賽前，Janet告知上個挑戰勝出的紅隊必須投票選出一位自己的隊員加入落敗的藍隊，並選出一位藍隊隊員加入紅隊；投票結果Ana以3:2結果被選出加入藍隊，而Betty則被選出加入紅隊。
- ^  注解5：第四集及第五集為同一賽段，在台中成功嶺進行，勝出者獲得第六集挑戰的豁免。
- ^  注解6：在舞獅限時挑戰賽後，Janet告知上個挑戰勝出的藍隊必須投票選出一位自己的隊員加入落敗的紅隊，並選出一位紅隊隊員加入藍隊；投票結果Danny以3:1結果被選出加入紅隊，而Jae則被選出加入藍隊。
- ^  注解7：在水上拼圖挑戰賽後，Janet告知上個挑戰勝出的綠隊必須投票選出一位自己的隊員加入落敗的藍隊，並選出一位藍隊隊員加入綠隊；投票結果Danny以2:1:1結果被選出加入藍隊，而Jae則被選出加入綠隊。
- ^  注解8：在記憶泛舟挑戰賽後，Janet告知上個挑戰勝出的黑隊必須投票選出一位自己的隊員加入落敗的紅隊，並選出一位紅隊隊員加入黑隊；投票結果Ana以2:1結果被選出加入紅隊，而Betty則被選出加入黑隊。
- ^  注解9：在拼板舟挑戰賽後，Janet告知上個挑戰勝出的白隊必須投票選出一位自己的隊員加入落敗的紅隊，並選出一位紅隊隊員加入白隊；投票結果Betty以2:1結果被選出加入紅隊，而Jae則被選出加入白隊。
- ^  注解10：個人賽名次以各參賽者該集獲得積分顯示。
- ^  注解11：台南賽段的總積分三人打成平手，但Raquel在十六宮格挑戰勝出，故由Raquel贏得本集獎賞。
- ^  注解12：最終順位為最終問答挑戰結果。

### 第一集:台北&基隆
- 競賽形式:分組團體賽，落敗組一人淘汰
- 分組方法:依照取得旗幟分組
- 挑戰內容:傳統技藝象棋挑戰、功夫挑戰、排列供品挑戰
- 豁免賽:擲得連續三個聖筊
- 淘汰賽:以線香在佈有落敗組所有參賽者名字木片的紙上戳洞，先掉落的名字的參賽者被淘汰

在本集一開始，參賽者來到國立故宮博物院門口。參賽者被要求跑到階梯頂端取得任何一面旗幟，旗幟上有象棋的旗子(將、士、馬、車、包、卒，紅黑兩色，共12面旗幟)，取得的旗幟象棋顏色同色者即為本次挑戰分組，隨後參賽者來到鶯歌碧龍宮。本集第一個挑戰為六對六真人象棋，兩組依照下棋者抽到的棋子移動，但移動前必須完成一種傳統技藝(套圈圈、撥拉棒、疊磚塊、踢毽子、扯鈴及打陀螺，由Janet隨機抽取一種)，吃掉對方一隻棋子得一分，吃掉將或帥得六分。分組詳細如下:
| 組別 | 將/帥(General) | 士/仕(Officer) | 馬/傌(Horse) | 車/俥(Chariot) | 包/炮(Cannon) | 卒/兵(Soilder) |
| ---- | -------------- | -------------- | ------------ | -------------- | ------------- | -------------- |
| 紅隊 | Mike           | Danny          | Daniel       | Anne           | Ana           | Scotty         |
| 黑隊 | Camiel         | Jae            | Jati         | Raquel         | Jessica       | Betty          |

挑戰的結果，黑隊以7:0獲勝(吃掉兵、帥)。但該挑戰結束後，黑隊被要求投票選出一位參賽者與紅隊一位參賽者交換。結果Jae以4:2(Betty)被選出與Scotty交換隊伍。隔日的挑戰來到台北孔廟，隊伍被要求記憶六個連續的功夫招式，之後在眾多的木牌中選出正確的招式，並依序排列同時實際做出該動作。一開始由擁有跆拳道教練的Jae的紅隊取得優勢，但黑隊後來居上，以6:4再度贏得挑戰。最後的團隊挑戰來到基隆主普壇，隊伍必須依序爬上祭壇，記下所有供品的排列方式，首先完全排列正確的隊伍獲得16分(共83盤，每五盤獲得一分)，最後黑隊第三度獲勝，故紅隊成員中將有一人被淘汰。
最後參賽者來到基隆慶安宮進行最後的淘汰賽。但在淘汰賽前，由於下集人數奇數無法分隊，故先對勝出的黑隊進行豁免賽，勝出者將不必參與下集的挑戰，還可獲得住宿豪華飯店一晚的機會。豁免賽是由各參賽者輪流在媽祖面前求籤，求得上上籤者將獲得擲筊機會，擲得連續三個聖筊者獲勝。在這個環節中，Jati擲得了三個聖筊，贏得下集的豁免；而淘汰賽也是擲筊，擲得聖筊的參賽者可以在布有各參賽者名字木片的紙上，用香燒出一個洞，如此反覆下去，最先因燒洞而掉落的木片上的名字，即為本集被淘汰的參賽者。最後的結果，Anne的木片最先掉落，成為最先被淘汰的參賽者。

### 第二集:宜蘭
- 競賽形式:分組團體賽，落敗組一人淘汰
- 分組方法:依照取得斗笠內袖套顏色分組
- 挑戰內容:趕鴨子挑戰、稻穀畫圖挑戰、稻草人美化挑戰
- 淘汰賽:需用石磨磨出黃豆粉，並在眾多迷你豬的搶食中，在印有自己名字的飼料盆累積至少一點五公斤的黃豆粉，最後達成的參賽者被淘汰。

本集在宜蘭的稻田中央開場，參賽者被要求取得面前排列的十頂斗笠的其中一頂，以其中所附袖套的顏色做為本次分組。結果由Ana、Jae、Daniel、Scotty、Jessica組成藍隊；Mike、Camiel、Danny、Betty、Raquel組成黃隊。本集的第一個團隊挑戰是趕鴨子比賽。參賽者有15分鐘的時間，必須將場中的鴨子盡量趕進設好的三座閘門中，每五分鐘會關閉一道閘門。每趕進10隻鴨子會獲得一分；但若趕進了戴有藍色項圈的鴨子，每隻會被扣一分。參賽者不能奔跑或是碰觸鴨子，若犯規會獲得黃牌，一張黃牌扣一分；若因此導致鴨子受傷會獲得紅牌，一張紅牌扣兩分。先攻的黃隊利用揮舞袖套的方法，趕進了412隻鴨子，其中有16隻鴨子有藍色項圈，共獲得25分；後攻的藍隊利用噪音策略驅趕鴨子，趕進了908隻鴨子，其中有34隻有藍色項圈，另外還因為使用噪音策略驅趕而獲得6張黃牌及8張紅牌，但因壓倒性的數量優勢，最終仍以34分取得暫時領先。第二項團隊挑戰在室內舉行，各隊必須在15分鐘內利用提供的道具(竹掃帚、鋤頭、耙子等)在排滿整座曬穀場的稻穀上作畫，讓隊友猜出答案方能換人作畫。每猜對一題可獲得一分，最多可在本環節獲得50分。但在挑戰開始前，上個挑戰獲勝的藍隊再度被要求投票選出一位隊員與黃隊一位隊員交換。投票結果Jessica以3:2(Daniel)被選出加入黃隊，Raquel被選出加入藍隊。先攻的藍隊共答對16題，但Ana在畫「米」的時候，僅將一粒稻穀取出場外做為代表，被判定不是用畫的而無效，以15分成績坐收。後攻的黃隊雖然在第一題花了很長的時間，但後來居上，共答對18題，拉近了3分的差距。最後的團隊挑戰是稻草人製作比賽，隊伍必須在限時三小時內，做出一個高2.5公尺的稻草人，並且幫該稻草人美化，最後由40位宜蘭當地農民投票，每得一票會獲得一分。在本挑戰中，黃隊的Betty發揮其服裝設計的專長，與藍隊的雙人型稻草人的創意對抗，但最終仍以18:22落敗，最終黃隊以61:71敗給藍隊而進入淘汰賽。隔日的淘汰賽來到宜蘭縣三星鄉天山農場，黃隊隊員被要求以石磨磨出黃豆粉，並將磨出的黃豆粉倒入一段距離外的飼料盆中，最先累積1.5公斤黃豆粉的四位參賽者方能倖存，但同時飼料盆週圍會放進數十隻迷你豬搶食飼料，故參賽者同時必須與迷你豬對抗。比賽結果，Jessica、Danny、Betty、Mike依序完成，由在賽事中曾分給Jessica部分飼料的Camiel墊底，Camiel因此被淘汰。

### 第三集:苗栗
- 競賽形式:分組團體賽，落敗組一人淘汰
- 分組方法:依照取得粿之內餡口味分組
- 挑戰內容:樂器演奏挑戰、客家戲曲挑戰、擂茶製作挑戰
- 淘汰賽:輪流翻開一百面戲曲面具中的兩張，最後取得五對相同面具的參賽者被淘汰。

本集參賽者來到苗栗體驗客家文化，首先各參賽者依照吃到的粿的內餡口味分為兩組，紅隊由Scotty、Jae、Ana、Jessica及Raquel組成；藍隊則是Betty、Jati、Mike、Danny及Daniel五人。第一個團隊挑戰，各參賽者必須選擇客家八音中五種樂器中的一種(揚琴、嗩吶、三弦、橫蕭及胖胡)，在示範者做過示範後，在三次演奏機會內演奏出相同旋律，演奏成功獲得三分，但成功前每失敗一次扣一分。在此環節中，Jae獲得三分，Jessica、Raquel獲得兩分，Mike、Daniel獲得一分，紅隊以7:2取得暫時領先。在第二個挑戰開始前，Janet再度要求勝出的紅隊選出一位隊員交換，投票的結果，Ana以3:2(Jae)被選出加入藍隊；而Betty被選出加入紅隊。第二個挑戰是客家戲曲挑戰，但參賽者先在不知情的情況下被要求選擇眼前的十種武器之一，在所有人都選好之後，Janet才將各種武器的對應演員請進場，並宣布他們必須在24小時後演出一場改編自《西遊記》的客家戲曲(西遊記之擒拿六妖)。演出結束後，觀眾會投票選出他們最喜愛的演員，各隊的總票數每五票算一分。在此環節中，紅隊獲得8分；藍隊獲得5分，紅隊以15:7保持領先。最後的挑戰為擂茶製作，各隊必須在30種原料中選出7種正確原料，並製作成擂茶，裁判在品嘗後會告知答對幾樣原料，若答錯則必須將製作出的擂茶全部喝光才能繼續作答。最先完全答對的隊伍除獲得7分外，會再得到5分的獎勵；落敗隊伍則會獲得當時答對的原料數量的分數。這個環節藍隊反敗為勝獲得12分，但由於紅隊已答對六樣原料，最後紅隊仍以21:19勝出。最後的淘汰賽，參賽者來到三義山板樵臉譜文化生活館，參賽者須在100面臉譜中輪流翻出兩面，若相同可繼續翻牌，錯誤則將翻出的臉譜翻回，如此重複下去，最後取得五對相同臉譜者被淘汰，在這個環節中，Ana、Jati、Mike及Danny先後完成，Daniel成為第三位被淘汰的參賽者。

### 第四、五集:台中
- 競賽形式:個人賽(但所有人皆需達成特定標準，否則會有懲罰)，勝利者獲得下集豁免。
- 第四集挑戰內容:五百公尺障礙賽、槍枝大部拆解及射擊(包含模擬及實彈射擊)

本集參賽者來到台中成功嶺，參賽者必須合力完成接下來一連串的軍事訓練，並爭奪下一集的豁免。第一個挑戰是五百公尺障礙，全體參賽者必須在限時五分鐘內通過四道障礙(高牆、爬竿、投擲手榴彈及鐵絲網)(另外，正規國軍必須在兩分半鐘內通過七道障礙)，本挑戰的結果，參賽者花了將近11分鐘才完成，因此挑戰失敗。做為失敗的處罰，參賽者必須值夜哨，同時必須投票淘汰一人，被淘汰參賽者將無法爭奪下集豁免。投票的結果，Danny被淘汰，同時必須掃廁所做為未通過挑戰的額外懲罰。第二天共有三項挑戰，剩餘的八位參賽者必須通過至少其中兩項才能免去夜哨，若三項皆通過，參賽者可獲得自行指定晚餐的獎賞。第一項是T91突擊步槍的大部拆解及組裝。正規國軍必須在一分鐘內完成，但參賽者只需在四分鐘內完成。由於Scotty的領導，本挑戰參賽者輕鬆的通過了。第二項挑戰，參賽者必須在模擬靶場中進行模擬射擊，在25、75及175公尺處皆有15座人靶、參賽者必須合力擊中至少38座，最後參賽者正好擊中38座，安全過關。第三項挑戰則是實彈射擊。正規國軍的標準，六發中需有四發命中。因此八位參賽者必須在合計48發中擊中32發才算通過。最後參賽者共計命中38發，贏得了晚餐獎賞。但是，Janet告知參賽者只有七人能夠獲得獎賞以及繼續接下來的豁免爭奪權，因此參賽者必須投票淘汰一人。但在Jessica進行投票的過程中，其餘七位參賽者認為Jessica在賽事過程中受傷，不適合繼續比賽，因此建議Jessica放棄比賽，Jessica雖不願意，但仍答應棄賽，由剩餘七位參賽者繼續爭奪下集豁免。
- 第五集挑戰內容:仰臥起坐、情境障礙挑戰、泥地選擇題、泥地接球挑戰、三選一台灣常識問題

本集一開始，參賽者被要求進行仰臥起坐測驗，男性參賽者須在兩分鐘內做50下；女性則為35下，本測驗的結果，Jati因動作不符合要求，故實際被算在內的只有46下；Ana則僅以一下之差未通過，但本測驗並沒有影響他們的參賽權利。接下來的挑戰，七位參賽者必須在60分鐘內完成三個情境下的障礙，同時不能碰觸到場地中的紅色區域，也不能碰觸水面，否則必須重新開始該情境。若無法在60分鐘內完成，參賽者必須值夜哨作為懲罰。第一個情境是七人必須運送一個傷患，以纜索過湖。這個情境由於Jati的失誤頻傳，參賽者花了31分54秒才完成。第二個情境，參賽者需以六塊木板在橋的底座上搭出橋面並過河，但只能碰觸到橋底座的白色部分。在這個情境中，由於Scotty和Raquel的活躍，參賽者僅花了九分鐘通過。第三個情境，參賽者必須在斷橋上以三塊長木板搭橋通過，期間並須額外運送一個汽油桶，並將所有木板收回。這個情節中，雖然Scotty一度碰觸到紅色區域而必須重新開始，但由於Jae的活躍，這個情境只花了12分鐘。總計時間為52分55秒，參賽者免去了值夜哨的懲罰，但仍須投票淘汰一位參賽者。投票的結果，Mike以3:2(Jati):1(Ana):1(Betty)被淘汰。剩餘的六位參賽者離開了成功嶺，來到一處農田繼續進行比賽。第三個挑戰，參賽者在聽完一個跟前幾個賽段有關的二選一選擇題後，必須在15秒內爬上泥地中代表兩個選項的圓頂的其中之一，參賽者須站立在正確的圓頂上，以確保15秒後圓頂正前方的相機能夠拍到自己的臉及身體，經過15題後，出現在正確照片中次數最少的參賽者被淘汰。在這個環節中，Scotty照到11次，Betty、Ana、Raquel各照到7次，Jae照到5次，最少的Jati只照到4次，Jati因此被淘汰。第四個挑戰，參賽者必須在泥地中，以特製的網子接住從泥地外的大型彈弓射出的排球，接住最少的即被淘汰。挑戰的過程中，Betty持續地被Scotty及Raquel阻擋而一直無法得分，結果Scotty接住5球，Raquel和Jae接住4球，Ana接住3球，Betty僅接住1球而被淘汰。最後的挑戰，參賽者必須輪流回答有關台灣常識的三選一選擇題，依照抽籤順序輪流衝過代表三個選項的紙門，若答案正確，將可安全穿過，並繼續答題；若回答錯誤，則無法穿過，並由下一個順位的參賽者取得回答權，依此方法答題，答對第五題者即獲得豁免權。抽籤的結果，以Jae→Scotty→Ana→Raquel的順序進行答題。第一題問的是2021年的生肖(答案為牛)，由第三順位的Ana答對；第二題問的是新台幣紙鈔中沒有出現何種動物(台灣獼猴)，由第二順位的Raquel答對；第二題問的是台灣習俗中，忌婚嫁的農曆月份(七月)，由第二順位的Jae答對；第四題問的是沒有殖民過台灣的國家(葡萄牙)，由第三順位的Ana答對；最後一題問的是台灣歷史最悠久的城市(台南)，由第二順位的Raquel答對，Raquel因此贏得下集豁免及價值兩百美元的食宿。

### 第六集:彰化
- 競賽形式:分組競速賽，落敗組一人淘汰。
- 分組方法:依照取得獅頭之顏色分組。
- 挑戰內容:限時舞獅挑戰、鹿港古蹟競速賽。
- 淘汰賽:在眾多小吃中找出三盤樣品，最後找到三盤的參賽者被淘汰。

本集一開始參賽者來到彰化八卦山，Janet要求所有參賽者跑到八卦山的大佛旁邊取得八個背包中的一個，背包其中的獅頭顏色將會決定本集的分組。分組的結果，Mike、Scotty、Danny、Ana為藍隊；Jati、Jae、Jessica、Betty為紅隊。本集第一個挑戰是舞獅，在彰化文武廟進行，參賽者看完示範後，必須在限時兩小時內練習並表演給五位評審看，以獲得所有評審認可時的時間做為下個挑戰時間的基準。這個環節中，藍隊三個男性參賽者的組成為他們取得了優勢，僅花了45分7秒完成；紅隊則遲遲無法完成，Janet曾一度以落後藍隊一小時條件作為交換，但紅隊仍以84分39秒完成挑戰，僅落後藍隊39分32秒。在舞獅挑戰結束後，藍隊以3:1的票數將Danny(v.s. Ana)與Jae交換。第二個挑戰在鹿港天后宮開始，兩隊各會獲得一台平板電腦及兩台協力車，兩隊須依照平板電腦上的指示，以協力車自行前往三個任務地點完成指定任務(順序不拘)，以換取寫有終點位置的QR碼碎片，最先抵達終點隊伍獲勝。依照前一個環節的結果，藍隊將比紅隊提早39分鐘開始挑戰。第一個任務位於鹿港龍山寺，參賽者必須在舞龍隊伍中，記下演員身上的國字，並以毛筆寫下，寫對六個字即算完成任務。第二個任務位於摸乳巷，參賽者必須在摸乳巷中收集所有屬於該隊的古字，並以之對應附近一處對聯上所有的字，完全對應成功即算完成任務。第三個任務位於鹿港公會堂，參賽者必須記下關主所朗誦的唐詩，並以之詢問路人該首唐詩的作者，答對三首即算完成任務。以平板電腦拍下QR碼後，隊伍可以改搭乘汽車前往終點--彰化孔廟。龍山寺任務，兩隊皆迅速完成，但摸乳巷位置隱密，兩隊皆在尋找摸乳巷的路上偶然找到鹿港公會堂任務地點。紅隊一開始進行順利，但由於Danny頻頻出錯，進而導致差距拉大，最後藍隊以5小時20分成績，大敗紅隊的6小時48分，紅隊因此進入淘汰賽。最後的淘汰賽，參賽者來到扇形車庫，紅隊隊員必須在迴轉台上迴轉的眾多小吃中，在一段距離外以筷子找出假的食物樣品，若找到真的食物，必須將該盤小吃吃光才能再進行尋找，最後找到三盤樣品的參賽者即被淘汰。在這個環節中，Betty、Danny、Jati依序完成，Jessica在一盤都沒找到的情況下成為第四個被淘汰的參賽者。

### 第七集:金門
- 競賽形式:分組競速賽，落敗組一人淘汰。
- 分組方法:由擲彈挑戰的前兩名之參賽者挑選組員，再由被挑選者挑選下一位組員。
- 挑戰內容:擲彈挑戰、水上拼圖挑戰、尋找風獅爺競速賽、大家來找碴坑道版。
- 淘汰賽&豁免賽:利用金屬探測器在廣大的沙地中找尋四個金屬雕塑碎片。

本集一開始，參賽者來到金門，首先必須進行擲彈挑戰，以擲出砲彈距離的前兩名為兩隊隊長，並輪流挑選隊員，再由上輪被選中者挑選下一位隊員。參賽者被選中順序如下表:
| 組別 | 隊長   | 第一指名 | 第二指名 | 第三指名 |
| ---- | ------ | -------- | -------- | -------- |
| 綠隊 | Scotty | Raquel   | Betty    | Danny    |
| 藍隊 | Mike   | Jae      | Ana      | Jati     |

第二個挑戰，參賽者來到溪邊，兩隊參賽者必須輪流從位於海面上的十字形竹竿橋上，從一側跑到另一側的救生艇上，取得12個袋子中的一個，之後由在岸上的隊友拉回岸上，當所有的袋子都被取得，參賽者可以將袋中的拼圖碎片拚進華容道拼圖中，接著設法將華容道拼圖中最大的一塊中的菜刀移動到凹槽處使菜刀掉落，並使用菜刀砍斷繩索使自己隊伍的旗幟升起即算結束；在十字型竹竿橋上，若能在交叉處將敵對參賽者擊落海中，每次都可獲得在華容道拼圖的一個提示。在這個環節中，綠隊花了50分42秒完成；而藍隊花了59分43秒完成。獲勝的綠隊選擇了Danny(2:1(Betty):1(Raquel))與藍隊的Jae交換隊員。第三個挑戰，兩隊參賽者各獲得了一台智慧型手機、一份大金門地圖、一份潮汐圖、及兩台摩托車。兩隊必須找到地圖上的十座指定風獅爺神像，在該神像面前擺放供品及拍攝合照(拍攝不清將會獲得5分鐘罰時)，並帶回一個拼圖碎片，當隊伍收集到所有的拼圖碎片，必須移動到終點處，將拼圖正確組合才算完成任務。在這個環節中，藍隊以4小時54分06秒，擊敗了綠隊的5小時23分06秒，藍隊反敗為勝。最後的挑戰，兩隊來到金門著名的地下坑道，參賽者必須在兩分鐘內盡可能記住一處儲藏室中的所有細節，之後由敵隊移動儲藏室中的十樣物品並拍照存證，參賽者必須兩人一組從約五百公尺外的戰略室出發後找出所有的不同處，直到找出所有不同處為止。上個環節獲勝的藍隊選擇了先改動物品位置，故由綠隊先攻。綠隊花了超過一個小時，但藍隊進行時遲遲無法找到所有不同處，故接受了Janet提出的以20分鐘罰時交換一處正確答案的提議。最後的結果，綠隊以7小時19分38秒擊敗了藍隊的7小時43分20秒。最後的豁免賽及淘汰賽，參賽者必須利用金屬探測器，在一片沙灘中找出四個屬於吳鼎信先生創造的裝置藝術的元件(頭、雙手及槍)。首先由綠隊進行，由Raquel找到手臂部分，Raquel再度贏得下集豁免；而藍隊的淘汰賽中，依序由Ana找到槍、Mike找到手臂、Jati找到頭部，Danny因此被淘汰出局。

### 第八集:花蓮&台東
- 競賽形式:分組競速賽，落敗組一人淘汰。
- 分組方法:由問卷大排名挑戰的前兩名之參賽者挑選組員，再由被挑選者挑選下一位組員。
- 挑戰內容:問卷大排名挑戰、記憶泛舟挑戰、生火野炊競速賽、獵人頭拼字挑戰。
- 淘汰賽&豁免賽:射箭比賽，自己的靶被射到最多箭的被淘汰。

本集一開始，參賽者來到臺東鹿野高台進行第一個挑戰。賽事開始前，參賽者事先填答了一份有關於參賽者間關係的問卷(如:誰最有可能成為最後贏家、誰最應該被淘汰...等問題)，之後參賽者必須對該問題預測最多人寫下的答案，若預測正確，可以用斧頭砍斷連接任一位參賽者頭上的水桶的繩子，當一位參賽者的繩子被砍斷三次，水桶便會傾倒而使該參賽者被淋濕，該參賽者即無法繼續作答。在這個挑戰中，Scotty、Betty、Ana、Mike、Jae依序被淋濕，Jati全身而退，故由Jati和Jae為兩隊隊長。紅隊(勝利隊)的隊員為:Jati、Scotty和Betty；黑隊(那魯灣隊)則為Jae、Mike和Ana。在本集第一個團隊挑戰中，參賽者來到秀姑巒溪。隊伍必須泛舟並記下路途中出現的十四名原住民的特徵，並於抵達終點後將服裝及其手持物品一一配對，直到完全正確為止。這個環節由黑隊擊敗紅隊，而黑隊的Ana被以2:1(Mike)選出與紅隊Betty交換隊伍。第二個團隊挑戰中，隊伍必須在河流中找到十顆蛇紋石，並以原住民傳統方式搭起十三層木柴生火以加熱石頭，同時必須手工做出兩個竹葉碗，以及利用巴拉告生態捕魚法抓到十隻蝦子(若能抓到魚，每隻魚可獲三分鐘的時間減免)，最後以將加熱完畢的石頭丟入碗中加熱的方式將魚蝦煮熟並全部吃完才算完成。這個環節紅隊稍稍扳回一城，但總時間仍稍落後於黑隊。在最後的團隊挑戰中，兩名隊員必須矇眼，由剩下的一位隊員擔任指揮者引導兩位矇眼隊員輪流進入遊戲場地，以手中的棒子將懸掛在場中的八個袋子一一擊落。當收集到全部的八個袋子之後，三位隊員可合力將其中的拼圖取出，並以拼圖碎片拚出一句完整的句子之後即算完成任務。這個任務由黑隊率先完成，故落敗的紅隊進入淘汰賽。淘汰賽是射箭比賽，三位參賽者同時對一段距離外之轉盤上的靶射擊，雖無時間限制，但三人合計只能射24支箭，當24支箭全數射出後，轉盤上寫有自己名字的靶上有最多箭的參賽者被淘汰。在這個環節，24支箭中只有一支留在Jati的靶上，Jati因此被淘汰出局。

### 第九集:蘭嶼
- 競賽形式:分組競速賽，落敗組一人淘汰。
- 分組方法:依照剖開的椰子內部顏色分隊。
- 挑戰內容:拼板舟挑戰、蘭嶼環島競速賽。
- 淘汰賽&豁免賽:大家來找碴，最後找出指定數量的不同處的參賽者被淘汰。

本集來到蘭嶼進行比賽。一開始的選椰子分隊結果，紅隊為Mike、Raquel和Jae；白隊則為Scotty、Ana和Betty。在第一個挑戰中，隊伍須划拼板舟到海面上的五十個浮標中，尋找三種不同顏色的袋子，回到岸上後將袋中三套達悟族的傳統服飾分別換上才算達成任務。在這個環節中，白隊率先完成，而紅隊則因無法找齊全部的袋子，而接受一小時罰時。而之後的交換隊員環節，Betty以2:1(Ana)被選出與Jae交換隊伍。第二個挑戰來到蘭嶼燈塔，兩隊各獲得了三台電動機車、蘭嶼地圖及一台水中相機，他們必須以機車移動，在島上六個指定地點進行任務，完成任務後騎乘機車到終點蘭嶼氣象站才算完成任務。六個指定地點分別是:

1.地下屋:取得三個浮標後與當地原住民合照。

2.懶人亭:將取得的三個浮標依規定形式上色，經關主認可後與關主及浮標合照。

3.情人洞:以情人洞為背景，照出兩個隊員合比的愛心手勢合照。

4.鈴鐺羊:與島上唯二身上掛有鈴鐺的羊的其中之一合照。

5.龍門港:三人輪流比出指定姿勢跳水，並由其他隊友拍下。

6.浮潛區(核廢料貯存場前):用水下相機拍攝小丑魚及花倒吊的照片，以及從水下往上拍攝兩名隊員手拿救生圈的照片。

這個挑戰的結果依舊是由白隊勝出，故由紅隊進入淘汰環節。最後的挑戰，參賽者來到椰油國小進行豁免賽及淘汰賽，參賽者有20秒時間記下一幅畫中的所有細節，之後需到操場中的作答區找出作答區的畫上的不同處，並帶回原畫作處指出指定數量的不同處。若想重新看畫作原圖，必須到司令台上利用船槳搬運芋頭至原畫作處，每顆芋頭可換得2秒鐘的時間觀看原圖。首先由白隊隊員進行豁免賽，最先指出三處不同的參賽者獲得下集豁免，由Ana最先完成贏得豁免；而在淘汰賽中，最後指出五處不同處的參賽者將被淘汰，在比賽進行前，Betty和Mike協議互助以對抗Raquel，故Raquel只能以阻撓Betty搬運芋頭的方式對抗，但此舉引來Betty不滿而欲反擊引起兩人衝突；最後，Mike和Raquel依序完成，Betty僅以數秒之差被淘汰出局。

### 第十集:雲林&嘉義
- 競賽形式:分組競速賽，落敗組一人淘汰。
- 分組方法:依照取得的石頭的內部圖案分隊。
- 挑戰內容:步道尋物挑戰、雲林蔬果競速賽。
- 淘汰賽:記憶五種魚類的名字，並依照需要帶回，帶回較少正確數量的參賽者被淘汰。

本集一開始，除了Ana之外的四位參賽者必須選擇眼前四塊石頭的其中之一，以石頭背面的圖案進行分組。結果Jae和Scotty為綠隊；Mike和Raquel為白隊。第一個挑戰在嘉義瑞里青年嶺步道，隊伍必須依照地圖及Janet給的線索，找出藏在步道中的九塊水果圖案木牌，並以這九塊木牌完成一道數學算式才算完成。在這個環節，白隊領先了綠隊一個半小時。第二個挑戰來到雲林西螺大橋進行，首先兩位參賽者必須分別隨機選擇四塊木牌的其中一個(色、坑、古、綠)，並用西瓜刻出木牌上的字(每位參賽者都必須刻出其中的兩個字)，當刻出的字正確後，必須將挖出的西瓜全部吃完才能繼續進行下一個字。之後需藉當地人的協助，找出四個字的順序，當順序正確，即可將得到的關鍵字(古坑綠色)輸入GPS並前往下一個地點──蜜蜂故事館。在蜜蜂故事館，參賽者必須合力用提供的蔬果排出象徵台灣的「台灣之翼」圖案，當得到關主認可，任務即算完成。這個環節，綠隊扳回一城，但總時間仍不敵白隊，以一個小時的差距進入淘汰賽。淘汰賽在布袋漁港進行，參賽者在記下當地漁民口述的五種魚類名稱後，必須依照漁民的要求，在限時內從一段距離外的箱中帶回正確的魚種，若全數正確，取得的魚數量將成為積分；但只要帶回一隻錯誤的魚種，整批帶回的魚皆不計分。在進行十輪後，積分較少的參賽者將被淘汰。淘汰賽的結果，Scotty以25:13擊敗Jae，Jae因此被淘汰出局。

### 第十一集:南投
- 競賽形式:分組競速賽，落敗組一人淘汰。
- 分組方法:依照取得的衣服顏色分隊。
- 挑戰內容:趕羊挑戰、慈恩塔密碼競速賽、車埕河內塔挑戰。
- 淘汰賽:回答五道南投相關問題，並完成拼圖，最後完成拼圖的參賽者被淘汰。

本集在南投清境農場開始，首先參賽者必須在乾草堆中找到本集所要穿的隊服，結果Mike&Scotty為紅隊；Ana&Raquel為藍隊。第一個挑戰中，兩隊參賽著同時進行趕羊任務，必須讓十頭自己隊伍的羊通過指定障礙，並分別趕進三個柵欄中。但在挑戰一開始，兩隊進行皆不順利，故兩隊協議合作，直到第二個柵欄為止；而紅隊在第二個柵欄開始落後，最後落後紅隊34分鐘。第二個挑戰來到日月潭慈恩塔，隊伍必須在塔的各樓層完成三項任務，以找出對應皮箱密碼鎖的三位數密碼，直到打開皮箱並將內容物交給Janet為止。三項任務分別為:

1.使用國字大寫數字完成一個數獨，並將指定格內的數字填入指定算式。(3)

2.計算該層鐵鍊的鐵圈總數，並以之帶入方程式，算出最後答案。(5)

3.完成一個有關南投的英文填字遊戲，並依照指定格內的英文字母推出數字。(8)

這個挑戰由於紅隊在算鐵鍊任務中出錯，由藍隊扳回一城。最後的挑戰來到車埕進行，參賽者必須各自組起一座兩階的木梯，之後站上木梯完成一個六層的河內塔。這個環節由紅隊勝出，而最後的成績，紅隊以4小時2分26秒擊敗了藍隊的4小時8分48秒，藍隊僅以六分鐘差距進入淘汰賽。

最後的淘汰賽中，參賽者必須跑到五個指定地點回答五個南投相關的二選一選擇題，並解開綁在該選項下的袋子，並跑回起點打開，答案正確的袋中裝有部分拼圖碎片，答案錯誤的袋中則是黑色的錯誤碎片，參賽者此時必須將正確選項的袋子帶回才能繼續下一題，最後先將拼圖完成的參賽者將可晉級三強。前四題Ana和Raquel不相上下，但第五題Raquel答錯，而使Ana先進入拼圖階段，但Raquel後來居上，在拼圖階段反敗為勝晉級，Ana成為最後一個被淘汰的參賽者。

### 第十二集:台南
- 競賽形式:個人競分賽，每個挑戰依照排名配給積分，三集總分將於最終問答時使用。
- 挑戰內容:博物館找錯挑戰、台南十六宮格賓果挑戰。

本集的第一個挑戰來到台南的國立台灣歷史博物館，參賽者必須在一小時內用照相手機拍下館內的28處錯誤(如:該物品與所在時代不符或展示區內有偽裝成假人的真人)，每拍到一個正確答案可得一分；一個錯誤答案扣一分。參賽者依照積分高低分別獲得三分至一分的積分，這個環節Scotty以18正確1錯誤獲得三分；Mike以16正確1錯誤獲得兩分；Raquel以13正確13錯誤獲得一分。第二個挑戰來到觀音亭，參賽者必須在觀音亭周邊的16個地點進行任務，以搶得16宮格的特定位置，完成四格連線者，依照連線先後順序獲得三分、兩分及一分，而三位參賽者都完成一格挑戰後，Janet會加入挑戰，若能在Janet完成連線前完成者，其獲得積分將可加倍。(Janet的任務格與參賽者互不相衝，只有三位參賽者互搶任務格。)最後的結果，三位參賽者都無法完成連線，因此由完成六項任務的Raquel獲得三分，完成五項任務的Mike獲得兩分，完成四項任務的Scotty獲得一分。本集結束時，三位參賽者的總積分都是四分，但由於Raquel在十六宮格挑戰中勝出，故由Raquel贏得本集獎賞──總統套房食宿。

### 第十三集:高雄
- 挑戰內容:布袋戲cosplayer辨認挑戰、高雄捷運版「你要去哪裡」、宋江陣相關挑戰。

本集一開始，參賽者來到高雄駁二藝術特區，第一個挑戰中，參賽者必須記下12尊布袋戲偶的特徵，尋找散布在園區中各處的角色扮演布袋戲coser(共有30位)，並將正確的布袋戲偶扮演者帶回，當正確的12位扮演者都被帶回後，(正確數-錯誤數)最多者獲得三分，期後依序獲得兩分及一分。這個環節的結果，由Raquel獲得三分；Mike獲得兩分；Scotty獲得一分。在第二個挑戰中，參賽者必須利用捷運一日卡從高雄捷運大東站移動至都會公園站，但必須詢問當地民眾要去的目的地，並與之一同前往該站，直至找到要前往都會公園站的民眾為止，本環節除依照抵達順序獲得積分外，若能同時贏過Janet，其獲得分數將可加倍。這個環節的結果由Mike先抵達終點，Janet以第二名抵達，而Scotty及Raquel皆無法在時限前抵達，故由Mike獲得六分；Scotty及Raquel皆獲得一分。最後的挑戰來到高雄孔廟，參賽者必須進行五項使用宋江陣所用武器所進行的挑戰，每項挑戰表現最佳者獲得一分。(由於節目剪輯，正式播出時僅播出其中三項挑戰)第一項挑戰是使用雙斧擊破30個從竹管中滑下的水球，這個挑戰由Scotty勝出。第二項挑戰必須利用藤牌盡可能阻擋100顆網球對身後的紙牆攻擊，由Scotty擋下最多顆勝出。第三項挑戰參賽者必須組合30個燈籠，並以三叉運送並掛到一段距離外的木樁上，由Mike掛上最多個勝出。(另外兩個未播出的挑戰則是使用齊眉棍及雙鞭進行，皆由Scotty勝出)本集的最終結果，Mike獲得九分；Scotty獲得六分；Raquel獲得四分，本集由Mike勝出獲得本集獎賞。

### 第十四集:基隆&台北
- 挑戰內容:瘋台灣知識問答暨自行車組裝鐵人三項、瘋台灣三選一問答題。

本集一開始來到台北市中正紀念堂，參賽者必須搭乘前往外木山海岸的台灣好行巴士，並在移動過程中回答數道曾在賽事中出現過的二選一選擇題，並以穿上紅或藍色的T-shirt答題，若答錯必須立刻下車，並自行前往外木山海岸，而參賽者可依照答題正確數的排名獲得一至三分的積分。另外，抵達外木山海岸後，必須浮潛尋找組裝自行車的工具，並以該工具自行組裝一台自行車後，騎乘自行車前往野柳海洋公園，參賽者將依照抵達順序獲得一至三分的積分。在巴士上的問答題環節，Scotty和Mike都在第三題答錯，於問答題環節獲得兩分，並於基隆火車站下車自行前往外木山海岸；而Raquel在問答題環節獲得三分，並以20分鐘差距先行抵達外木山海岸。但在自行車組裝方面，由Scotty逆轉搶先完成，並率先抵達野柳獲得三分，其後由Raquel及Mike依序抵達，獲得兩分及一分，而參賽者三集的總積分，Mike以16分領先，Scotty以15分位居第二，Raquel以13分位居第三。

最後的挑戰回到了中正紀念堂進行。參賽者將回答許多道來自先前各集的三選一選擇題，而在參賽者身後有與他們前三集所獲得積分數量相同的燈籠，每回答錯誤一題，身後的燈籠就會熄滅一盞，另外也有部分問題是加分題，參賽者可在知道問題選項前宣告要下注一到兩分的積分，若該題正確，將可獲得下注分數；但回答錯誤，除了每次答錯會熄滅一盞燈籠之外還會另外熄滅該題下注分數量的燈籠，如此進行下去，最後留下的參賽者即為最後贏家。最後的挑戰，由Scotty先被淘汰出局，Mike與Raquel兩人進行到1:2時，由於雙方都答錯，Raquel以一分之差險勝，贏得本季瘋台灣大挑戰。

## 批評與迴響
在第九集的蘭嶼賽段中，製作單位讓部分女性參賽者在挑戰中穿上達悟族的傳統丁字褲，而在當地習俗中，只有男性可以穿丁字褲，故此舉有部分蘭嶼當地居民在節目播出後向製作單位表達抗議，事後製作單位道歉並承諾撤下爭議照片。

## 外部連結
官方網站 （页面存档备份，存于）